# Циганська сільська рада
Циганська сільська́ ра́да — колишня адміністративно-територіальна одиниця та орган місцевого самоврядування в Борщівському районі Тернопільської області. Адміністративний центр — с. Цигани.

## Загальні відомості
- Територія ради: 6,169 км²
- Населення ради: 1 511 особа (станом на 2001 рік)

30 червня 2016 р. увійшла до складу Борщівської міської ради.

## Населені пункти
Сільській раді були підпорядковані населені пункти:
- с. Цигани

## Населення
За переписом населення України 2001 року в сільській раді мешкало 1511 осіб.

### Мова
Розподіл населення за рідною мовою за даними перепису 2001 року:
| Мова       | Відсоток |
| ---------- | -------- |
| українська | 99,40 %  |
| російська  | 0,33 %   |
| білоруська | 0,07 %   |
| молдовська | 0,07 %   |
| румунська  | 0,07 %   |

## Склад ради
Рада складається з 16 депутатів та голови.
- Голова ради:
- Секретар ради: Копалко Василь Петрович

### Керівний склад попередніх скликань
| Прізвище, ім'я, по батькові | Основні відомості                                                                     | Дата обрання | Дата звільнення |
| --------------------------- | ------------------------------------------------------------------------------------- | ------------ | --------------- |
| Грицак Володимир Іванович   | Сільський голова, 1949 року народження, член Всеукраїнського об'єднання «Батьківщина» | 26.03.2006   | 31.10.2010      |

Примітка: таблиця складена за даними сайту Верховної Ради України

### Депутати
За результатами місцевих виборів 2010 року депутатами ради стали:

#### За суб'єктами висування
| Суб'єкт висування | Кількість обраних депутатів | %   |
| ----------------- | --------------------------- | --- |
| Самовисування     | 16                          | 100 |

#### За округами
| № округу | Прізвище, ім'я, по батькові    | Дата визнання обраним | Освіта  | Партійна приналежність             | Відомості про обраного депутата                  |
| -------- | ------------------------------ | --------------------- | ------- | ---------------------------------- | ------------------------------------------------ |
| 1        | Гніздовська Валентина Петрівна | 02.11.2010            | вища    | позапартійна                       | Циганська загальноосвітня школа, техпрацівеик    |
| 2        | Галай Богдан Петрович          | 02.11.2010            | вища    | позапартійний                      | ветеринар                                        |
| 3        | Лещишин Ольга Миколаївна       | 02.11.2010            | вища    | позапартійна                       | фельдшерсько-акушерський пункт с. Цигани, акушер |
| 4        | Копалко Ганна Степанівна       | 02.11.2010            | вища    | член Соціалістичної партії України | Циганська сільська рада, секретар                |
| 5        | Копалко Василь Петрович        | 02.11.2010            | вища    | позапартійний                      | ТОВ «Терра», гол. бухгалтер                      |
| 6        | Вовкович Валентина Іванівна    | 02.11.2010            | вища    | позапартійна                       | Дитячий садок с. Цигани, виховатеь               |
| 7        | Савчак Лариса Ярославівна      | 02.11.2010            | вища    | позапартійна                       | Циганська сільська рада, бухгалтер               |
| 8        | Возняк Лідія Василівна         | 02.11.2010            | середня | позапартійна                       | Циганська загальноосвітня школа, техпрцівниця    |
| 9        | Авдєєва Галина Євгенівна       | 02.11.2010            | вища    | позапартійна                       | Циганська загальноосвітня школа, вчитель         |
| 10       | Фурчак Марія Дмитрівна         | 02.11.2010            | вища    | член Української Народної Партії   | Циганська загальноосвітня школа, діловод         |
| 11       | Окряк Олена Олексіївна         | 02.11.2010            | вища    | позапартійна                       | тимчасово не працює                              |
| 12       | Микитюк Іван Васильович        | 02.11.2010            | вища    | позапартійний                      | Циганська загальноосвітня школа, вчитель         |
| 13       | Гаврилюк Уляна Любомирівна     | 02.11.2010            | вища    | позапартійна                       | тимчасово не працює                              |
| 14       | Борейко Володимир Петрович     | 02.11.2010            | вища    | член Народної партії               | єгер, скала-Подільське лісництво                 |
| 15       | Ковей Олег Степанович          | 02.11.2010            | вища    | позапартійний                      | художній керівник, будинок культури с. Гуштин    |
| 16       | Кука Наталія Володимирівна     | 02.11.2010            | вища    | позапартійна                       | тимчасово не працює                              |